# Hodge Hill

Hodge Hill na planie Birmingham

Hodge Hill – dzielnica miasta Birmingham. Mieszka w niej 28 026 osób (dane na 2011 rok).